# Attilio Bertolucci

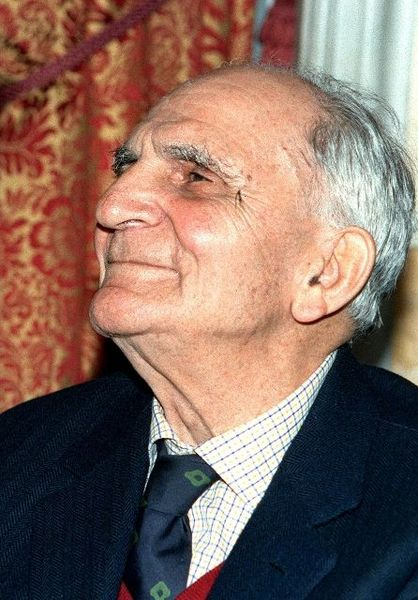
Attilio Bertolucci

Attilio Bertolucci (* 18. November 1911 in San Lazaro, heute ein Stadtteil von Parma; † 14. Juni 2000 in Rom) war ein italienischer Lyriker, Literaturkritiker und Übersetzer.

## Leben
1931 begann Bertolucci, Rechtswissenschaften an der Universität Bologna zu studieren, widmete sich aber schon bald dem Studium der Kunstgeschichte. Danach arbeitete er als Lehrer für Kunstgeschichte an verschiedenen Schulen in Parma. 1939 heiratete er Ninetta Giovanardi und hatte mit ihr zwei Söhne, die späteren Regisseure Bernardo (1940–2018) und Giuseppe Bertolucci (1947–2012). Während des Krieges zog er sich 1943 bis 1944 mit seiner Familie in die abgelegene Bergwelt des Apennin zurück.
1951 ging Bertolucci zusammen mit seiner Familie nach Rom, wo er für verschiedene Rundfunkanstalten (u. a. RAI) und verschiedene Zeitschriften arbeitete. Neben seinen Gedichten beschäftigte er sich auch mit Übersetzungen ins Italienische. Er übertrug u. a. Werke von Charles Dickens, Ernest Hemingway, William Wordsworth, Honoré de Balzac und Marcel Proust.

## Ehrungen
- 1951 und 1989 Premio Viareggio
- 1984 ernennt ihn die Universität Parma zum Ehrendoktor.
- 1991 Premio Montale
- 1992 Antonio-Feltrinelli-Preis

## Werke
Lyrik
- Sirio. S.E.N., Neapel 1929.
- Fuochi di novembre. 1932.
- La capanna indiana. Sansoni, Florenz 1951.
- Viaggio d'inverno. Garzanti, Mailand 1971.
- Al fuoco calmo dei giorni. Poesia 1929–1990. Rizzoli, Mailand 1991, ISBN 88-17-16813-0.
- Verso le sorgenti del cinghio. Garzanti, Mailand 1993, ISBN 88-11-63031-2.
- La lucertola di Casarola. Garzanti, Mailand 1997, ISBN 88-11-63036-3.
- Il viaggio di nozze. Universita, Parma 2004, ISBN 88-7847-094-5.

Bildbände
- Italia 1900. Viaggi fotografici di Giuseppe Michelini 1873–1951. Grafis, Casalecchio di Reno 1981.
- Camera da letto. 2 Bde. Garzanti, Mailand 1984 u. 1988. 2. Aufl. 1992, ISBN 88-11-66895-6.

Essays
- Aritmie. Garzanti, Mailand 1991, ISBN 88-11-59816-8.

Briefwechsel, Gespräche
- Un'amicizia lunga. Una vita. Universita Parma 2004, ISBN 88-88710-94-9 (Briefwechsel mit Cesare Zavattini).
- All'improvviso ricordando. Guanda, Parma 1997, ISBN 88-7847-094-5 (zusammen mit Paolo Lagazzi).

deutsche Übersetzungen
- In unsicherer Zeit – Ausgewählte Gedichte, Edition Pen Löcker, Band 187, Übersetzung: Hans Raimund, Redaktion Helmuth A. Niederle, Wien 2022, ISBN 978-3-99098-140-5